# Чернелеле
Чернелеле (рум. Cernelele) — село у повіті Вилча в Румунії. Входить до складу комуни Пеушешть.
Село розташоване на відстані 168 км на північний захід від Бухареста, 17 км на захід від Римніку-Вилчі, 86 км на північ від Крайови, 131 км на південний захід від Брашова.

## Населення
За даними перепису населення 2002 року у селі проживали 264 особи, усі — румуни. Усі жителі села рідною мовою назвали румунську.